# High Impact Polystyrene
High Impact Polystyrene (englisch, abgekürzt HIPS) ist ein durch Kautschuk modifiziertes, hochschlagfestes Polystyrol. Der thermoplastische Kunststoff findet insbesondere Verwendung bei Gehäusen von beispielsweise Computern, Fernsehgeräten oder Telefonen. Im Inneren von Kühlschränken besteht die erste, sehr kältebeständige Schicht oft aus HIPS. Auch bei Plastikspielzeugen kommt der Kunststoff zum Einsatz.
Ein weiteres Anwendungsgebiet von HIPS ist die Verwendung in 3D-Druckern als auswaschbares Trägermaterial.
HIPS hat eine Dichte von rund 1,04–1,08 g/cm3. In der Polystyrolmatrix enthält HIPS je nach Typ rund 4–12 Massenprozent eines Polybutadien-Kautschuks. Teilweise werden Flammschutzmittel (DecaBDE, HBCD) zur Matrix hinzugefügt, um die Entflammbarkeit und Brennbarkeit zu reduzieren.